# Pixelmator
 Pixelmator（ピクセルメーター）は、macOS向けに英国Pixelmator Team Ltd.が開発を行っているペイントソフトである。2007年にMac OS X v10.4専用アプリケーションとして登場。

## 概要・特徴
macOSのCore Imageをフルに活用し、GPUのプログラマブルシェーダを使って画像のフィルタ処理を行うのが最大の特徴。大容量のVRAMを搭載したMacでは非常に高速に動作する。
他にOpenGL、OpenCL、ImageMagick、Cairo、Sparkleといったオープンソースのテクノロジーをベースにしている。
半透明のウィンドウとパレットのデザインをベースにした独特のユーザーインターフェースをそなえ、100種類以上のファイルフォーマットに対応。各種のブラシ、130種類以上のフィルタ処理、イメージのスライス、文字入力とラスタライズ、レイヤーなどの機能を持ち、ペンタブレットの筆圧検知にも対応している。Adobe Photoshop Elementsに相当する価格帯であるが、クリッピングマスクやレイヤーマスクなど上位版のPhotoshopに相当する機能もある。ColorSyncには対応しているもののCMYKは未サポートで、Webへの画像出力に向いている。
様々な面でmacOSに特化した仕様となっており、iSightやイメージキャプチャからの画像取り込み、スライドショー、iPhotoとの連携、「iCloud」を使った各種ブラシ・スウォッチ、設定などのバックアップと同期機能を搭載。バージョン1.6でSnow Leopardの64ビットにフル対応した。
2011年10月リリースの2.0では大幅に機能が増強され、ドロー、シェイプ、修復、コンテンツに応じた塗り、スマッジ、覆い焼き、拡大鏡ツールを使ったピクセル単位の編集、Content-Aware Fillなどの機能が搭載された。Mac OS X v10.5に搭載されたAutomatorによる作業の自動化、Mac OS X v10.7に搭載されたオートセーブなど、最新のMacの機能を積極的に搭載しており、古いOSのサポートは比較的早い時期に打ち切られる傾向にある。Windowsなど、他のプラットフォームへの移植予定はない。
英語、日本語など6ヶ国語に対応。Mac App Storeにてオンライン販売されている。
後継版としてPixelmator Proがリリースされたこともあって、3.9より名称がPixelmator Classicへ変更された。
2024年11月1日、Pixelmator Proが規制当局に承認されることを条件として、Appleによる買収契約に合意したことを発表した。